# Il camorrista (romanzo)
Il camorrista. Vita segreta di don Raffaele Cutolo è un romanzo del 1984 di Giuseppe Marrazzo. Il libro è incentrato sulla vita di Raffaele Cutolo, uno dei boss più potenti della camorra degli anni settanta e ottanta, fondatore della Nuova Camorra Organizzata (NCO).

## Trama
Il romanzo è strutturato in dodici capitoli e narra la vita di Cutolo in prima persona, come una sorta di memoriale in cui il boss, al termine della sua parabola, ripercorre i momenti salienti della propria vicenda umana e criminale. La narrazione comincia dal momento finale, ossia dal trasferimento di Cutolo al carcere di massima sicurezza dell'Asinara nel 1982, che segna la conclusione del suo potere sulla malavita campana. Da qui ha inizio il lungo flashback nel quale Cutolo si racconta, a partire dagli anni dell'infanzia.

Nato e cresciuto ad Ottaviano, paese del Vesuviano, da una famiglia di contadini, il giovane Raffaele si rende responsabile di un omicidio a diciannove anni e finisce nel carcere di Poggioreale, dove in pochi anni costruisce una nuova organizzazione criminale a cui darà il nome di Nuova Camorra Organizzata. L'associazione a delinquere si fonda principalmente sulle estorsioni e il contrabbando di sigarette, oltre a una piccola fetta dello spaccio di droga destinata a crescere negli anni successivi. Grazie ad una gestione decisa e carismatica, Cutolo crea intorno a sé una corte di fedelissimi fra i quali spiccano la sorella Rosetta e l'amico d'infanzia Vincenzo Casillo detto 'o Nirone, che fungono da suoi emissari al di fuori del carcere.

Quando la potenza della Nco cresce al punto da intralciare gli affari delle altre famiglie della camorra tradizionale, Cutolo scatena una guerra spietata che insanguinerà per anni il territorio di Napoli e dell'intera Campania, con centinaia di morti ammazzati da entrambe le parti.

Nel frattempo il boss, che molti chiamano 'O Professore per la sua aria da intellettuale, tesse una rete di legami con le altre 
organizzazioni criminali (mafia, 'ndrangheta, ma anche mafia italo-americana) e con esponenti della politica locale e nazionale, ottenendo protezioni, favori, trasferimenti in carceri più adatte al suo ruolo di comando (come ad esempio il carcere di Ascoli Piceno, dove Cutolo vivrà a lungo da ospite di riguardo più che da recluso). L'occasione d'oro per l'affermazione della Nco nel panorama criminale italiano è offerta dal terremoto del 1980, che apre a Cutolo la possibilità di accedere ai sostanziosi appalti della ricostruzione, ma che acuisce anche la rivalità con gli altri clan, causando un nuovo efferato bagno di sangue.
L'inizio della fine della parabola di Cutolo coincide anche con il momento del massimo riconoscimento della sua potenza. Dopo il sequestro dell'assessore campano Ciro Cirillo, esponente della Democrazia Cristiana, da parte delle Brigate Rosse, il boss viene contattato dai servizi segreti e da colleghi di partito dell'assessore affinché interceda, attraverso i suoi contatti con brigatisti detenuti, presso i sequestratori. In cambio, Cutolo ottiene la promessa di importanti privilegi, come la permanenza nel carcere di Ascoli e l'allentamento della pressione delle forze dell'ordine sul territorio di Napoli. La liberazione di Cirillo, ribadisce l'io narrante, non è voluta dallo Stato per la salvezza di un essere umano, ma per il timore che la pressione del sequestro lo induca a rivelare particolari scottanti sui legami della Democrazia Cristiana con le organizzazioni criminali.

Cutolo negozia coi brigatisti, che si accontentano di una somma di denaro quale riscatto e rilasciano Cirillo indenne. Ma anziché 
ricevere la sua contropartita, Cutolo viene abbandonato al suo destino, trasferito nel carcere di massima sicurezza dell'Asinara per ordine del presidente della Repubblica Sandro Pertini e qui tenuto a lungo in isolamento. Convinto di essere stato abbandonato 
anche dal suo luogotenente Casillo, che ha avviato trattative di alleanza con le altre famiglie rivali, Cutolo emette la sua ultima 
sentenza di condanna a morte attraverso i suoi avvocati. Il 29 gennaio 1983 Vincenzo Casillo viene fatto saltare in aria nella sua auto, con grande soddisfazione del boss che apprende la notizia dal telegiornale.

## La reazione di Raffaele Cutolo
Il 14 ottobre 1988, durante un processo a carico della NCO per l'omicidio Cappuccio, consigliere comunale di Ottaviano, Cutolo annunciò la sua richiesta di sequestro del romanzo Il camorrista, vita segreta di Don Raffaele Cutolo, e denunciò la non veridicità dei fatti riportati da Marrazzo, al quale aveva effettivamente concesso alcune interviste, a suo dire mal riportate dallo scrittore. Il diniego di Cutolo fu dovuto in primis all'ultimo capitolo del romanzo dedicato alla morte del suo braccio destro e amico di infanzia Vincenzo Casillo, ucciso secondo Marrazzo per volontà dello stesso Cutolo, il quale si è sempre dichiarato estraneo alla morte del suo "amico più caro".
La tesi di Cutolo è stata avvalorata dalla testimonianza dei collaboratori di giustizia Pasquale Galasso e Carmine Alfieri, nemici storici di Cutolo e padrini della Nuova Famiglia, i quali si autoaccusarono dell'omicidio Casillo avvenuto sia per vendicare la morte del fratello di Galasso che per decretare la fine della Nuova Camorra Organizzata, già provata dai numerosi arresti. Lo stesso Cutolo era infatti recluso in regime di carcere duro all'Asinara; in secondo luogo Cutolo denunciò la modalità con cui il libro descriveva gli eventi: il dialogo scorre infatti in prima persona come se a parlare fosse lo stesso Cutolo.

## Adattamento cinematografico e televisivo
Al libro di Marrazzo è liberamente ispirato il film del 1986 Il camorrista, che segna l'esordio alla regia di Giuseppe Tornatore. Protagonista della pellicola è l'attore italoamericano Ben Gazzara (doppiato da Mariano Rigillo), che veste i panni di Raffaele Cutolo (nel film soprannominato 'O Professore di Vesuviano). Le musiche del film sono di Nicola Piovani.
Il 4 marzo 2025, viene resa la distribuzione su Amazon Prime Video in forma inedita restaurata in 4K, la serie TV in 5 episodi, con scene inedite e aggiunte, ma girate nel 1985.

## Edizioni
- Giuseppe Marrazzo, Il camorrista, 1ª edizione, Pironti Editore, 1984.
- Giuseppe Marrazzo, Il camorrista, 2ª edizione, Pironti Editore, 2005,  p. 230, ISBN 88-7937-331-5.
- Giuseppe Marrazzo, Il camorrista, 3ª edizione, Pironti Editore, 2008,  p. 230, ISBN 88-7937-331-5.
- Giuseppe Marrazzo, Il camorrista. Le origini del male, Alessandro Polidoro Editore, 2019, pp. 275, con contributi di Franco Roberti, Sandro Ruotolo, Isaia Sales e Giuseppe Tornatore, ISBN 9788885737235.